# Márcia Breia
Márcia Antunes Breia, mais conhecida como Márcia Breia (Lisboa, 17 de Junho de 1944), é uma atriz portuguesa. Fez teatro, televisão, cinema e rádio (teatro radiofónico).

## Biografia
Com uma carreira de mais de quatro décadas, iniciada enquanto estudante do novo Teatro Experimental do Porto, esteve no Porto até 1975, até que regressou a Lisboa, contratada por Vasco Morgado. Em Lisboa, esteve até 2009 no Teatro da Cornucópia, onde fez mais de 60 peças com Luís Miguel Cintra.

## Televisão
| Ano         | Projeto                       | Papel                 | Notas                       | Canal |
| ----------- | ----------------------------- | --------------------- | --------------------------- | ----- |
| 1979        | Zé Gato                       | Inês                  | Participação em 4 episódios | RTP1  |
| 1979        | O Homem Que Matou o Diabo     | Empregada             | Participação em 1 episódio  | RTP1  |
| 1980        | Retalhos da Vida de um Médico | Mãe de Bia            | Participação em 1 episódio  | RTP1  |
| 1981        | Tragédia da Rua das Flores    | Melanie               | Elenco Principal            | RTP1  |
| 1988        | A Mala de Cartão              | Mãe de Armando        | Participação em 2 episódios | RTP1  |
| 1989        | Um Solar Alfacinha            |                       |                             | RTP1  |
| 1990        | Alentejo Sem Lei              | Mana Anica            | Elenco Principal            | RTP1  |
| 1991        | O Café de Ambriz              | Amélia Reis           |                             | RTP1  |
| 1992        | Pós de Bem-Querer             | Alda                  | Elenco Principal            | RTP1  |
| 1992 - 1993 | Cinzas                        | Alice Amaral          | Elenco Principal            | RTP1  |
| 1993 - 1994 | Verão Quente                  | Teresa Castro         | Elenco Principal            | RTP1  |
| 1994        | Desculpe Qualquer Coisinha    | Manuela               | Participação em 1 episódio  | RTP1  |
| 1994        | Nico D'Obra                   |                       | Participação em 1 episódio  | RTP1  |
| 1996        | Roseira Brava                 | Inácia da Silva Horta | Elenco Principal            | RTP1  |
| 1996        | Polícias                      | Teresa                | Participação em 1 episódio  | RTP1  |
| 1997        | Filhos do Vento               | Amélia                | Elenco Principal            | RTP1  |
| 1997        | Riscos                        | Mãe de Gonçalo        | Elenco Adicional            | RTP1  |
| 1998        | Ballet Rose                   | Leonor                |                             | RTP1  |
| 1998        | Diário de Maria               | Helena Ramos          |                             | RTP1  |
| 1999        | Esquadra de Polícia           | Mãe                   | Pequena Participação        | RTP1  |
| 1999        | A Hora da Liberdade           | Mulher                | Pequena Participação        | SIC   |
| 1999        | Jornalistas                   | Esmeralda Caixinha    | Pequena Participação        | SIC   |
| 2000        | A Senhora Ministra            |                       | Pequena Participação        | RTP1  |
| 2000        | Crianças S.O.S                |                       | Pequena Participação        | TVI   |
| 2001        | Super Pai                     | Margarida             | Pequena Participação        | TVI   |
| 2001        | Segredo de Justiça            | Leonor                |                             | RTP1  |
| 2001        | Elsa, Uma Mulher Assim        | Leopoldina            | Pequena Participação        | RTP1  |
| 2001        | Odisseia na Tenda             | Vera Marques          | Pequena Participação        | SIC   |
| 2002        | Camilo, o Pendura             |                       | Pequena Participação        | RTP1  |
| 2002        | Fábrica das Anedotas          |                       | Pequena Participação        | RTP1  |
| 2002        | Sociedade Anónima             | Maria de Jesus        | Pequena Participação        | RTP1  |
| 2002        | Anjo Selvagem                 | Nazaré Clemente       | Pequena Participação        | TVI   |
| 2003        | A Minha Sogra é uma Bruxa     | Séfora                | Pequena Participação        | RTP1  |
| 2003        | O Bairro da Fonte             |                       | Pequena Participação        | SIC   |
| 2003 - 2004 | Lusitana Paixão               | Genoveva Silva        | Elenco Principal            | RTP1  |
| 2004        | Inspector Max                 | Verónica              | Atriz Convidada             | TVI   |
| 2004        | Morangos com Açúcar           | Mãe Falsa             | Pequena Participação        | TVI   |
| 2005        | Ninguém como Tu               | Eugénia Macieira      | Elenco Principal            | TVI   |
| 2005        | Clube das Chaves              |                       |                             | TVI   |
| 2006        | Fala-me de Amor               | Juíza                 | Pequena Participação        | TVI   |
| 2006        | Jura                          | Úrsula                | Pequena Participação        | SIC   |
| 2007        | Chiquititas                   | Gertrudes Rio Seco    | Pequena Participação        | SIC   |
| 2007        | Vingança                      | Clara Palma           | Pequena Participação        | SIC   |
| 2008        | O Dia do Regicídio            | Dona Bona             | Elenco Principal            | RTP1  |
| 2008 - 2009 | Vila Faia                     | Ermelinda da Fé       | Elenco Principal            | RTP1  |
| 2009        | Cenas do Casamento            | Graciete              | Elenco Principal            | SIC   |
| 2009 - 2010 | Meu Amor                      | Adelaide              | Elenco Principal            | TVI   |
| 2010        | Cidade Despida                | Madre Custódia        | Pequena Participação        | RTP1  |
| 2011        | Liberdade 21                  |                       | Pequena Participação        | RTP1  |
| 2011        | Conta-me Como Foi             |                       | Pequena Participação        | RTP1  |
| 2011        | Velhos Amigos                 | Ermelinda             | Pequena Participação        | RTP1  |
| 2011- 2012  | Anjo Meu                      | Avelina Vicente       | Elenco Principal            | TVI   |
| 2012 - 2013 | Louco Amor                    | Lucinda Rocha         | Elenco Principal            | TVI   |
| 2013        | Dancin' Days                  | Cremilde Teles        | Elenco Adicional            | SIC   |
| 2013 - 2014 | Sol de Inverno                | Dulce Sousa           | Elenco Principal            | SIC   |
| 2014        | Os Filhos do Rock             | Rosete                | Pequena Participação        | RTP1  |
| 2014        | Mulheres de Abril             | Rosa Ferreira         | Protagonista                | RTP1  |
| 2015        | Mulheres                      | Marina                | Elenco Adicional            | TVI   |
| 2015        | Bem-Vindos a Beirais          | Dona Alice            | Elenco Adicional            | RTP1  |
| 2015 - 2016 | Os Nossos Dias                | Glória                | Elenco Principal            | RTP1  |
| 2015        | A Única Mulher                | Margarida             | Pequena Participação        | TVI   |
| 2015        | O Pátio das Cantigas          | Lurdes                | Elenco Principal            | RTP1  |
| 2015 - 2016 | Nelo & Idália                 | Anália                | Elenco Principal            | RTP1  |
| 2016 - 2017 | Lisbon Crime                  | Fonseca               |                             | ZDF   |
| 2017        | Fátima: Caminhos da Alma      | Isaura                | Protagonista                | RTP1  |
| 2017 - 2018 | O Sábio                       | Cândida Pinheiro      | Elenco Principal            | RTP1  |
| 2019        | Desliga a Televisão           | Várias personagens    | Elenco Principal            | RTP1  |
| 2019        | Cá Por Casa                   | Várias personagens    | Atriz Convidada             | RTP1  |
| 2019 - 2021 | Nazaré                        | Ermelinda Marques     | Elenco Principal            | SIC   |
| 2021 - 2022 | A Serra                       | Hortense Rasteiro     | Elenco Principal            | SIC   |
| 2023        | Lúcia, a Guardiã do Segredo   | Lúcia dos Santos      | Protagonista (OPTO)         | SIC   |
| 2023 - 2024 | Papel Principal               | Fernanda Peixoto      | Elenco Principal            | SIC   |
| 2025        | Vizinhos Para Sempre          | Delfina               | Elenco Principal            | TVI   |

## Cinema
Participou em cerca de trinta títulos cinematográficos. 
- Se Eu Fosse Ladrão, Roubava, de Paulo Rocha (2013)
- 98 Octanas de Fernando Lopes (2006)
- Rapace de João Nicolau (2006)
- Veneno Cura de Raquel Freire (2006)
- A Mulher que Acreditava Ser a Presidente dos EUA (2003) de João Botelho
- O Delfim (2001) de Fernando Lopes
- La Plage Noire (2001) de Michel Piccoli
- O Anjo da Guarda (1999)
- Requiem (1998) de Alain Tanner
- Sapatos Pretos (1998) de João Canijo
- O Prego (1997) de João Maia
- Menos Nove (1997) de Rita Nunes
- A Fachada (1996) de Júlio Alves
- Novacek: Cargo Infernal (1995) de Fernando D' Almeida e Silva
- Dans la cour des grands (1995) (filme francês)
- La leyenda de Balthasar el Castrado (1995) de Juan Miñón
- Ao Sul (1995) de Fernando Matos Silva
- Une femme dans la tourmente (1995) (telefilme francês)
- Fugueuses (1994) (filme francês)
- Pax (1994) de Eduardo Guedes
- O Fio do Horizonte (1993) de Fernando Lopes
- Rosa Negra (1992) de Margarida Gil
- Das Tripas Coração (1992) de Joaquim Pinto
- La Gamine (1992) (filme francês)
- A Idade Maior (1991) de Teresa Villaverde
- A Mala de Cartão (1988) (filmes francês)
- A Vida do Jovem Toscanini (1987) de Franco Zeffirelli
- Jogo de Mão (1984) de Monique Rutler
- Os Abismos da Noite (1984)
- O Príncipe com Orelhas de Burro (1980) de António de Macedo
- Nem Pássaro Nem Peixe (1978) de Solveig Nordlund
- Histórias Selvagens (1978) de António Campos.

## Teatro
Profissionalizou-se no teatro na década de 1970. Atriz do elenco fixo do Teatro da Cornucópia, onde, sob a direção de Luís Miguel Cintra, participou em peças como Ah Q, de Jean Jourdheuil e Bernard Chartreu (1976); Alta Áustria. de Franz-Xaver Kroetz (1976); Casimiro e Carolina, de Odon von Horváth (1977); Não se Paga! Não se Paga, de Dario Fo (1981); A Missão, de Heiner Müller (1985); O Parque, de Botho Strauss (1985); Três Irmãs (1988) e A Gaivota (2006), de Tchekov; Muito Barulho por Nada (1990), O Conto de Inverno (1994), Ricardo III (1995) e Cimbelino (2000), de Shakespeare; Auto da Feira (1988), Comédia de Rubena (1991) e Triunfo de Inverno (1994), de Gil Vicente; Um Sonho, de August Strindberg (1998); Tiestes de Séneca (2002); entre outras.

## Rádio - Teatro Radiofónico
- 1982 - Tempo de Teatro - Auto da Morte e Ressurreição de Jesus[2]
- 1983 - Bastardos do Sol (folhetim)
- 1994 - O Círculo Vermelho (folhetim)

...

## Vida Familiar
É mãe de duas filhas: Verónica Breia Filipe e Sara Breia Santos. Tem três netos. A segunda neta, de seu nome Leonor Cabrita, estreou-se com 8 anos na novela Jardins Proibidos, em 2014.